# Tragédie humaniste
La tragédie humaniste est un genre théâtral du théâtre de la Renaissance.
Elle consiste en la déploration passive d'une catastrophe. Le personnage est une victime, cette tragédie est essentiellement statique et linéaire voire pathétique. La tragédie met en scène des passions nobles et fortes chez de grands personnages. Frank Lestringant y voit un théâtre de la présence plutôt que de l’action, qui semblerait presque annoncer le « théâtre épique » de Bertolt Brecht, où la dramaturgie serait fondée sur une « discontinuité critique qui tient la fiction à distance et renvoie le spectateur à sa propre réalité » (quoique de manière non-polémique à la Renaissance). 
Elle emprunte plusieurs règles à la tragédie antique, qui deviendront celles de la tragédie classique : 
- la division en cinq actes[1] ;
- la division en scènes à chaque entrée ou sortie d'un personnage ;
- pas plus de trois personnages sur scène en même temps ;
- le début de la pièce doit être le plus près possible du dénouement.

La première tragédie humaniste fut sans doute Cléopâtre captive d'Etienne Jodelle, ou suivant les critiques Abraham sacrifiant de Théodore de Bèze. 
Elle fut notamment illustrée par Étienne Jodelle, Jean Bastier de La Péruse, Jacques Grévin, Robert Garnier et Antoine de Montchrestien.
Les Juives de Robert Garnier est un exemple-type de tragédie humaniste.